# 舩橋淳
舩橋 淳（ふなはし あつし、1974年 - ）は、日本の映画監督である。

## 略歴
1974年、大阪府に生まれる。東京大学教養学部表象文化論分科を卒業したのち、ニューヨークのスクール・オブ・ビジュアルアーツで映画を学ぶ。ニューヨーク在住時代に遭遇したアメリカ同時多発テロ事件をきっかけにドキュメンタリーの撮影を始める。
2005年、オダギリジョーを主演に迎えた映画『ビッグ・リバー』が公開された。2009年、映画『谷中暮色』を手がける。2012年、臼田あさ美主演の『桜並木の満開の下に』が公開された。
2012年、東日本大震災における福島第一原発の事故により、町全体が丸ごと移住した福島県双葉町の9ヵ月間に密着したドキュメンタリー映画『フタバから遠く離れて』を監督。2014年には『フタバから遠く離れて 第二部』も監督した。

## フィルモグラフィー

### 映画
- echoes（2000年） - 監督・脚本・編集・製作
- ビッグ・リバー（2005年） - 監督・脚本
- 谷中暮色（2009年） - 監督・脚本・編集
- フタバから遠く離れて（2012年） - 監督・撮影
- 桜並木の満開の下に（2012年） - 監督・脚本・編集
- フタバから遠く離れて 第二部（2014年） - 監督・撮影
- 道頓堀よ、泣かせてくれ! DOCUMENTARY of NMB48（2016年） - 監督
- ポルトの恋人たち 時の記憶（2018年）- 監督・脚本・編集
- 夕陽のあと（2019年）- 企画・原案
- ある職場（2022年） - 監督・撮影・録音・脚本・編集
- 過去負う者（2023年） - 監督・撮影・録音・脚本・編集

## 著書
- フタバから遠く離れて 避難所からみた原発と日本社会（2012年、岩波書店）ISBN 978-4-00-024675-0